# Фрейдис Эриксдоттир
Фрейдис Эриксдоттир (др.-сканд. Freydís Eiríksdóttir; годы рождения и смерти неизвестны) — единственная дочь викинга Эрика Рыжего, первооткрывателя Гренландии, и сестра Лейфа Эрикссона, открывшего побережье Северной Америки. Единственные средневековые и первичные источники, в которых упоминается Фрейдис — это две Винландские саги: Сага о гренландцах и Сага об Эрике Рыжем. Несмотря на некоторое различие, в обеих сагах Фрейдис Эриксдоттир описывается как мужественная и волевая женщина.

## Сага о гренландцах
Фрейдис описывается как родная сестра Лейфа Эриксона. Это была первая сага, написанная в конце XII века и представляющая собой грубую версию пересказа событий, которые произошли в Винланде. Фрейдис упоминается только один раз в этой саге. Это самый известный рассказ о Фрейдис.
После экспедиций в Винланд во главе с Лейфом Эриксоном, Торвальдом Эрикссоном и Торфинном Карлсефни, Фрейдис решила совершить путешествие к берегам Северной Америки, чтобы добиться престижа и богатства. Она заключает сделку с двумя исландцами, братьями Хельги и Финнбоги, что они вместе поплывут в Винланд и поделят всю добычу пополам. Фрейдис встретилась со своим братом Лейфом Эрикссоном и попросила его отдать ей дома и конюшни, которые он построил в Винланде. Лейф разрешил ей пользоваться домами, но отказался передать их своей сестре насовсем. Братья Хельги и Финнбоги заключили с Фрейдис соглашение, что они возьмут на свои два корабли по тридцать человек, способных носить оружие, не считая женщин. Но Фрейдис обманула братьев и взяла на борт своего корабля на пять человек больше. Братья Хельги и Финнбоги на своем корабле раньше пристали к берегу и заняли дома Лейфа. Когда Фрейдис со своими людьми высадилась на берегу, она потребовала от братьев очистить дома Лейфа, которыми последний разрешил пользоваться ей. Хельги и Финнбоги со своими людьми построили себе отдельный дом на берегу озера, отдельно от Фрейдис и её команды. Они решили остаться на зимовку в Винланде. Вскоре между членами обеих команд начались раздоры и разногласия. Фрейдис встретилась с Финнбоги и договорилась с ним об обмене кораблями, заявив ему, что она хочет покинуть это место. Вернувшись к своему мужу Торварду, Фрейдис заявила, что братья Хельги и Финнбоги избили её и, назвав его трусом, потребовала, чтобы он отомстил за свою жену, иначе она с ним разведется. Торвард собрал своих людей и умертвил Хельги и Финнбоги, а также всех их людей в их лагере, когда они спали. Когда Торвард отказался убивать пятерых пленных женщин, Фрейдис сама взяла топор и убила их.
Фрейдис хотела скрыть свое предательство и угрожала смертью любому, кто расскажет об убийствах. Она вернулась в Гренландию после годичного пребывания и рассказала об этом своему брату Лейфу Эрикссону, что Хельги и Финнбоги решили остаться в Винланде. Однако весть об убийствах в конце концов достигла Лейфа. Он приказал схватить и пытать трех людей из команды Фрейдис, пока они не сознались во всем случившемся. Лейф Эрикссон заявил, что ему не хочется поступить со своей сестрой Фрейдис так, как она заслуживает, однако он предвидит, что потомки Фрейдис не будут процветать. В «Саге о гренландцах» делается вывод, что впоследствии у потомков Фрейдис была дурная слава.

## Сага об Эрике Рыжем
В саге Фрейдис описывается как сводная сестра Лейфа Эрикссона. Написанный после Саги о гренландцах в XIII веке, Фрейдис изображается как бесстрашный воин-викинг. Она присоединилась к экспедиции в Винланд, возглавляемой Торфинном Карлсефни, но упоминается только один раз в саге, когда экспедиция была атакована туземцами (также известных как скрелинги по-исландски). Туземцы тайком напали на лагерь экспедиции ночью и стреляли в воинов из пращей.
Многие из северных захватчиков запаниковали, никогда не видев такого оружия. Когда в беспорядке мужчины стали отступать, Фрейдис, которая была беременной, попыталась остановить их бегство. Фрейдис подняла меч павшего Торбранда и решила вступить в бой с нападающими туземцами. Она расстегнула свое одеяние, обнажив одну грудь, и, ударяя рукоятью меча в грудь, издавала яростный боевой клич. Скрелинги отступили к своим лодками и разбежались. Карлсефни и его воины подошли к Фрейдис и похвалили её за проявленное мужество.

## Художественная литература и кино
- Исландский художник Стебба Оскарсдоттир и испанский писатель Сальва Рубио опубликовали иллюстрированную книгу, рассказывающую историю Фрейдис Эйриксдоттир в 2015 году[1][1][2].
- Джоан Кларк опубликовала вымышленный роман с Фрейдис в качестве главной героини, названный «Эриксдоттир» в 2002 году.
- Австралийский детский писатель Джеки Френч использовал Фрейдис в качестве одного из своих персонажей в своем романе 2005 года «Они пришли на кораблях викингов».
- Роман Уильяма Воллманна «Ледяная рубашка» — это спекулятивный роман, частично посвященный Эриксдоттир в Винланде.
- История Фрейдис рассказана от первого лица в книге «Forest Child», второй книге саги о викингах Нового Света Хизер Дэй Гилберт (WoodHaven Press, 2016).
- Катя Винтер изобразила Фрейдис в эпизодах телесериала Легенды завтрашнего дня «Beebo The God of War» и «The Good, The Bad, and the Cuddly».
- Фрейдис является главным героем исторического романа «Красная королева», который рассказывает о путешествии Фрейдис в Винланд и написан финским автором Йоханной Валькамой.
- В хитовом телесериале канала History «Викинги» (2018—2020) персонаж Фрейдис Эриксдоттир выведен довольно расплывчато, с вымышленными аспектами. Согласно сюжету, она является бывшей рабыней, которую освобождает в 5-м сезоне сериала Ивар Бескостный, после чего она становится его женой, но лишь до того момента, пока не встаёт у него поперёк дороги.
- В противоположность этому, в спин-оффе телесериала «Викинги: Вальхалла» (2022—2024) Фрейдис выведена в качестве одного из центральных персонажей, однако обстоятельства её жизни не только в Норвегии, где она в реальности никогда не бывала, но даже в родной Гренландии практически полностью вымышлены.
- В романе Лорана Бине «Цивилизация», рассказывается альтернативная история Фрейдис, где она после посещения Винланда отправляется на юг, открывает новые земли и выдержав всевозможные испытания и потери, становится царицей, на территории современного Перу. Роман является художественным вымыслом и произведением альтернативной истории, созданным по принципу «Что если бы?»